# STS-41-G
STS-41-Gは、アメリカ航空宇宙局のスペースシャトル計画の13回目の飛行であり、チャレンジャーの6回目の飛行である。チャレンジャーは、1984年10月5日に打ち上げられ、10月13日にケネディ宇宙センターに2度目の着陸を果たした。7人の乗組員を乗せた最初のミッションであり、また初めて2人の女性宇宙飛行士（サリー・ライドとキャサリン・D・サリバン）及び、初めてのカナダ人宇宙飛行士（マーク・ガルノー）が搭乗した。さらに、初めて女性の宇宙遊泳（サリバン）が行われた。
STS-41-Gは、IMAXカメラを搭載した3度目のミッションである。このミッションで撮影されたフィルム（サリバンとリーストマの宇宙遊泳を含む）は、1985年のThe Dream Is Aliveという映画で使用された。

## 乗組員
- ロバート・クリッペン（機長、4度目）
- ジョン・マクブライド（英語版）（パイロット、1度目）
- キャサリン・D・サリバン（ミッションスペシャリスト、1度目）
- サリー・ライド（ミッションスペシャリスト、2度目）
- デビッド・リーストマ（英語版）（ミッションスペシャリスト、2度目）
- ポール・スカリー＝パワー（英語版）（ペイロードスペシャリスト、1度目）
- マーク・ガルノー（英語版）（ペイロードスペシャリスト、1度目）

### バックアップ
- ロバート・サースク（ペイロードスペシャリスト）
- ロバート・スティーヴンソン（ペイロードスペシャリスト）

## ミッションパラメータ
- 質量
  - 離陸時:110,120 kg
  - 着陸時:91,746 kg
  - ペイロード:8,573 kg
- 近点:351 km
- 遠点:391 km
- 軌道傾斜角:57°
- 軌道周期:92.0分

### 宇宙遊泳
- 開始:1984年10月11日
- 終了:1984年10月11日
- 時間:3時間29分

## ミッションの概要

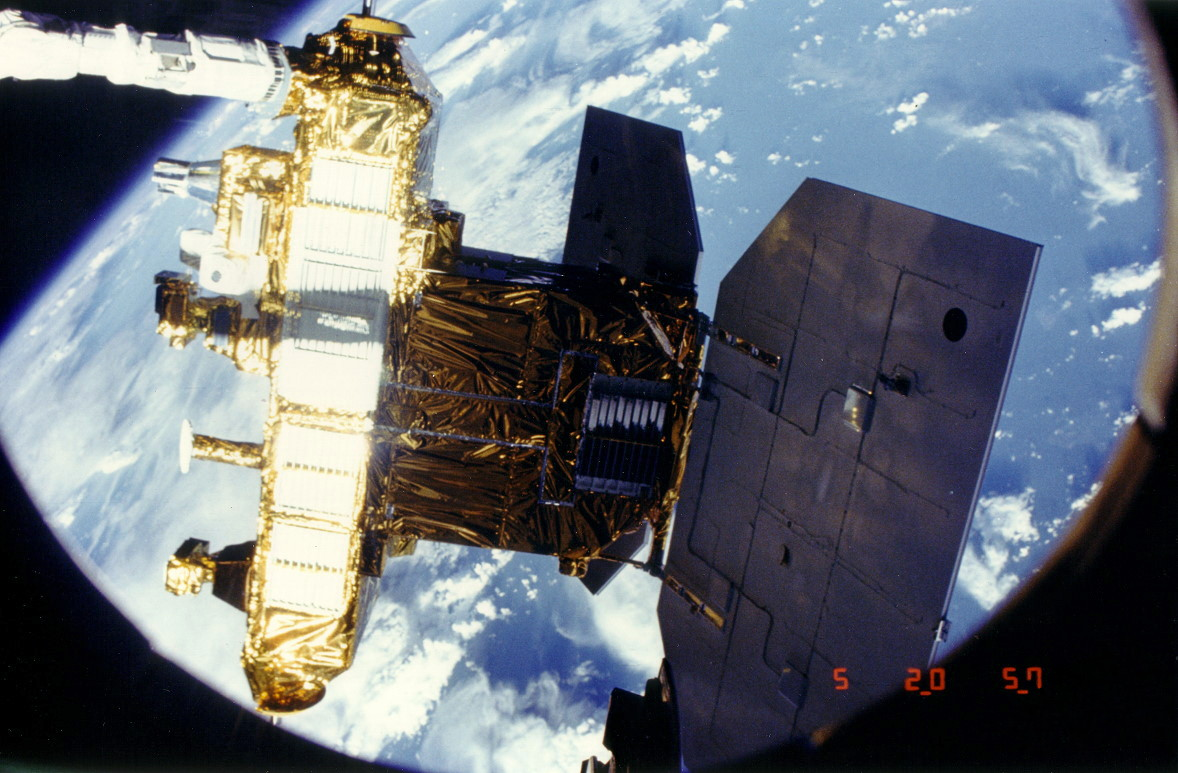
展開中のERBS

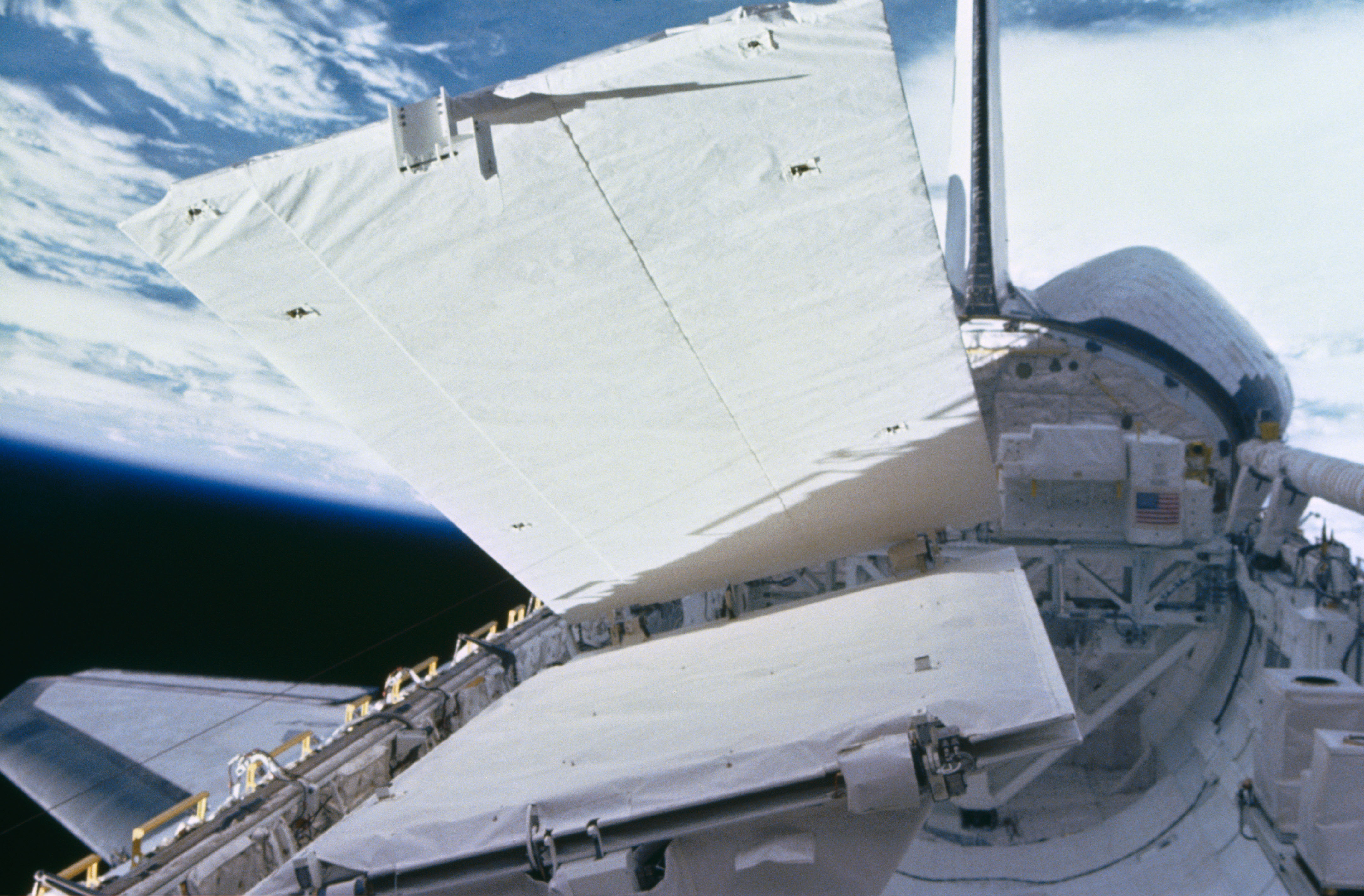
展開中のSIR-Bアンテナ

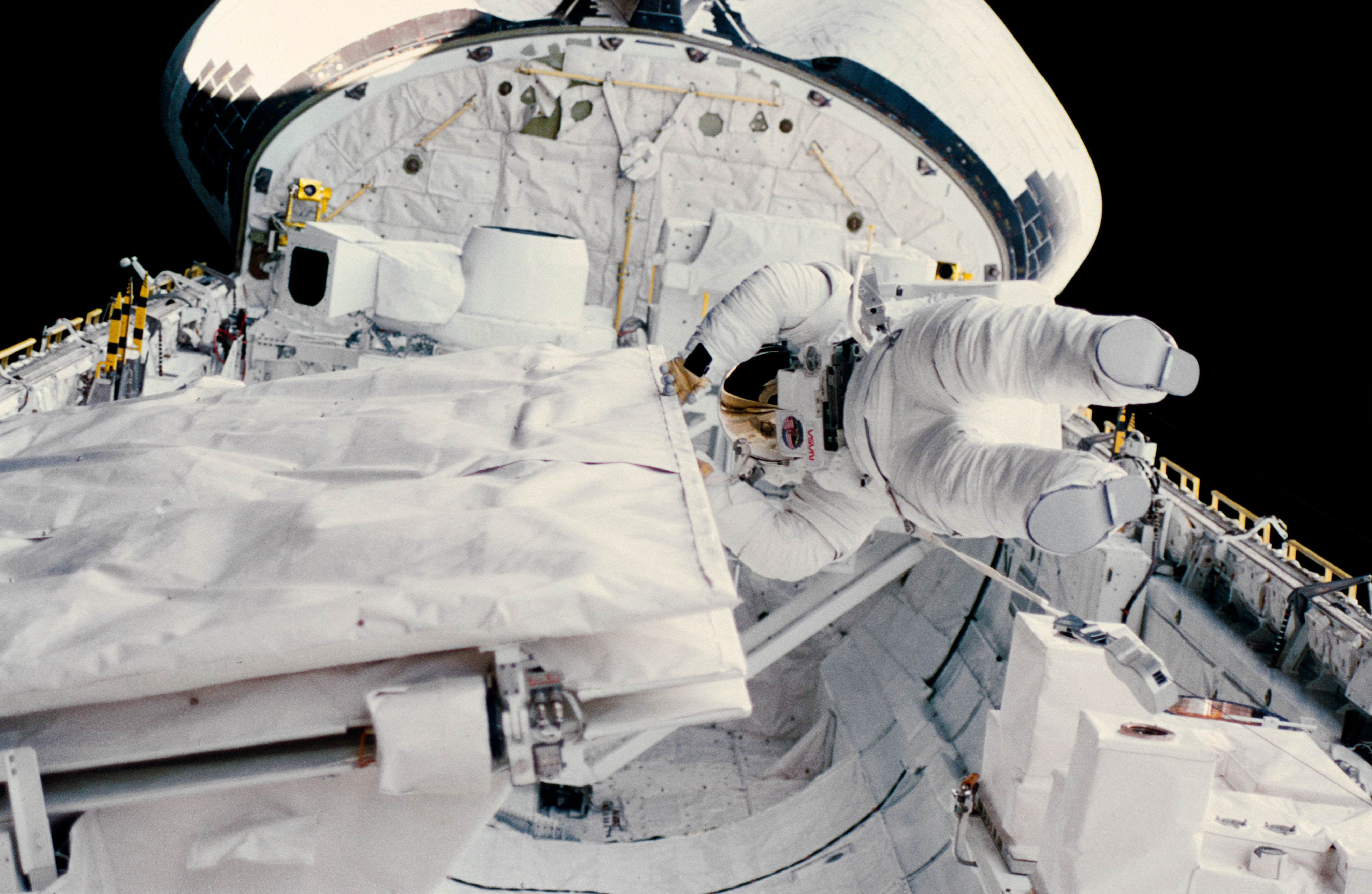
宇宙遊泳中のサリバン

1984年10月5日7時3分(EDT)、ケネディ宇宙センターからチャレンジャーが打ち上げられ、STS-41-Gのミッションが始まった。チャレンジャーの6回目の飛行であり、スペースシャトル計画の13回目の飛行であった。
搭乗者は7名の乗組員で、これまでの1度のスペースシャトルの打上げでは最大の人数であった。機長はロバート・クリッペンであり、これが4度目の宇宙飛行で、しかも6か月前にも宇宙に行ったばかりだった。パイロットはジョン・マクブライドであり、その他、3人のミッションスペシャリスト（デビッド・リーストマ、サリー・ライド、キャサリン・D・サリバン）と2人のペイロードスペシャリスト（ポール・スカリー=パワーとマーク・ガルノー）が搭乗した。マーク・ガノは、カナダ人として初めて宇宙を訪れた。
サリバンは、1984年10月11日に3時間の宇宙遊泳を行い、宇宙遊泳を行った初めてのアメリカ人女性となった。
打上げから9時間後、2,307kgの大気放射収支衛星（ERBS）がシャトル・リモート・マニピュレータ・システムによってペイロードベイから展開され、スラスターを噴射して560㎞の軌道に放出された。この衛星は、地球が太陽から受け取るエネルギーの量と宇宙への再放射の量を測定するために計画された3つの衛星のうち最初のものであった。また、赤道地方から極地方へのエネルギーの季節移動の観測にも用いられた。
ミッションのもう1つの主な目的は、Shuttle Imaging Radar-B (SIR-B)の運用であった。SIR-BはOSTA-3の一部であり、地球を撮影するためのLarge Format Camera (LFC)や大気汚染を測定するためのMAPSと呼ばれるカメラから成り立っていた。

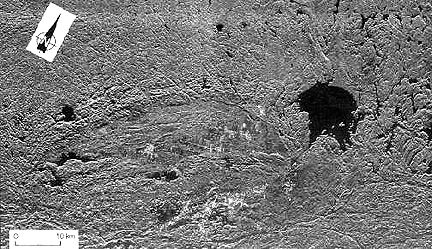
SIR-Bを用いて撮影された画像の例

SIR-Bは、STS-2で行われたOSTA-1の改良バージョンであった。これは8枚パネルのアンテナで、飛行の間中ずっと運用されていたが、チャレンジャーのKu帯アンテナが故障し、当初の計画通りにリアルタイムで地球に伝送できなず、機体上の記録装置に記録されることとなった。
ペイロードスペシャリストでアメリカ海軍研究所のスカリー=パワーは、一連の海洋学の観測を行った。ガノは、CANEXと呼ばれる、医学、大気学、気象学、材料学、ロボット学に関連するカナダ政府委託の実験を行った。
後に、ソビエト連邦のTerra-3が1984年10月10日に低出力レーザーでチャレンジャーを追跡していたと報じられたが、この説は乗組員によって完全に否定されている。
8日と5時間23分33秒のミッションで、チャレンジャーは地球を132周し、5,293,847km飛行した。1984年10月13日12時26分(EDT)、ケネディ宇宙センターのNASAシャトル着陸施設に着陸した。この施設が利用されたのは、2度目のことであった。

## 徽章
アメリカ合衆国の国旗の青地に描かれた13個の星は、第13回目のスペースシャトル計画であることを示している。一方、黒地に描かれた17個の星は、当初の計画名がSTS-17であったことを示している。それぞれの乗組員の名前の横には性別マークが描かれ、ガルノーの名前の横にはカナダの国旗が描かれている。

## 本
宇宙史家のコリン・バージェスの著書Oceans to Orbit: The Story of Australia's First Man in Space, Paul Scully-Powerでは、STS-41-Gのミッションが詳細に描かれている。

## 起床コール
NASAでは、ジェミニ計画の時から伝統的に宇宙飛行士のために音楽を流すことを始め、アポロ15号では初めて宇宙飛行士の起床のために用いられた。それぞれの曲は、宇宙飛行士の家族等が選んだもので、しばしば各人にとって特別な意味を持っている。
| 日    | 曲                            | 歌手/作曲家        |
| ----- | ----------------------------- | ------------------ |
| 2日目 | "Flashdance - What A Feeling" | アイリーン・キャラ |
| 3日目 | "ロッキーのテーマ"            |                    |